# Bene-patak
A Bene-patak a Mátrában ered, Mátraháza településtől keletre, Heves vármegyében, mintegy 730 méteres tengerszint feletti magasságban. A patak forrásától kezdve déli irányban halad, majd Nagyfüged déli részénél éri el a Tarnát.

## Mellékvizei
A Bene-patakba ömlik Magyarország legmagasabban eredő patakja a Vár-patak, amely 960 méteres tengerszint feletti magasságban ered a Mátrában, illetve a Borhy-völgyi-patak és a Sós-völgyi-patak Halmajugránál.

## Hasznosítása
A 18. században a Bene-patakon egy vízimalom működött.

## Élővilága
A patak halfaunáját a következő halak alkotják: compó* (Tinca tinca), csuka* (Esox lucius), domolykó (Leuciscus cephalus), fenékjáró küllő (Gobio gobio), folyami géb (Neogobius fluviatilis), halványfoltú küllő* (Gobio albipinnatus), jászkeszeg (Leuciscus idus), kövi csík (Barbatula barbatula), naphal* (Lepomis gibbosus), nyúldomolykó* (Leuciscus leuciscus), ökle (Rhodeus sericeus), sujtásos küsz (Alburnoides bipunctatus), széles durbincs (Gymnocephalus baloni), tarka géb (Proterorhinus marmoratus), vágó csík (Cobitis elongatoides). A megcsillagozott halfajok a huszadik század során korábban végzett kutatások során kerültek elő, míg a patak legutóbbi felmérése során már nem sikerült jelenlétüket kimutatni.

## Szennyezés a Bene-patakon
2019 július végén kezdődött el a patak vizének szennyezése. Detk településnél a patakban bűzös, habos víz folyt napokon keresztül. A pataknak ezen a szakaszán még nem, ám lentebb Jászdózsa településnél már tapasztalható volt a halpusztulás. A szennyezés az Őzse-völgyi zagytározóból eredt. A szennyezésért a Mészáros Lőrinc tulajdonába tartozó Viresol Kft. tehető felelőssé. A tározóba vezeti szennyvízét a Mátrai Erőmű és a Viresol Kft. is. A szennyezés miatt a területileg illetékes Borsod-Abaúj-Zemplén Megyei Katasztrófavédelmi Igazgatóság vízvédelmi hatósági eljárást indított. A hatósági eljárás során a Heves Megyei Kormányhivatal Egri Járási Hivatala a szabályokba ütköző hulladéktárolás miatt a hulladékok azonnali történő elszállítására kötelezte a Viresol Kft-t. A patakon haladéktalanul vízminőség-védelmi fokozatot rendeltek el a hatóság szakemberei és megkezdték a kárelhárítást, kárenyhítést. A hatóság a Nyiget-patakon történt vízszennyezés és halpusztulás miatt történt július 22-ei bejelentést követően vizsgálta meg a Nyiget-patak vizét magába fogadó Bene-patak vizének állapotát is.
2019. november 20-án a Greenpeace Magyarország emberei mintákat vettek a Bene-patak és a Nyiget-patak vizéből, melyet egy akkreditált laboratóriumba küldtek el annak megállapítása érdekében, hogy ott vizsgálják meg a beküldött mintákat kén- és foszforvegyületekre, illetve toxikus fémekre.

## Part menti települések
A part mentén élő lakosok száma meghaladja a 10 000 főt.
- Mátraháza
- Mátrafüred
- Pálosvörösmart
- Abasár
- Visonta
- Halmajugra
- Detk
- Ludas
- Nagyfüged